# Poltrona Charles Eames
Predefinição:Info/Design
A Poltrona Charles Eames, também conhecida como Eames Lounge Chair, é uma peça de mobiliário moderno projetada pelos designers norte-americanos Charles e Ray Eames. Lançada em 1956, a poltrona tornou-se um ícone do design industrial do século XX, notabilizando-se por sua combinação de conforto ergonômico, elegância visual e uso de materiais inovadores.

## História
Charles e Ray Eames desenvolveram a poltrona com a intenção de reinterpretar as tradicionais poltronas de clube inglesas. Diferente do foco funcional predominante no design do pós-guerra, o casal buscava uma peça que fosse acolhedora, sofisticada e tecnicamente avançada.
A primeira apresentação pública da poltrona ocorreu em 1956, no programa televisivo Home, da NBC, nos Estados Unidos. Desde então, a Eames Lounge Chair passou a ser reconhecida internacionalmente como uma referência no design de mobiliário.

## Estrutura e materiais
A estrutura da poltrona é composta por três conchas de madeira moldada — encosto, assento e apoio de cabeça — revestidas com espuma de poliuretano e acabamento em couro natural. A base é feita de alumínio fundido, com mecanismo giratório. Acompanha um pufe (ottoman) com dimensões proporcionais e os mesmos materiais.

### Principais materiais
- Madeira moldada
- Couro natural
- Espuma de alta densidade
- Base giratória em alumínio
- Fixadores metálicos

## Reconhecimento
A Eames Lounge Chair integra o acervo de diversos museus de arte e design ao redor do mundo. Entre as instituições que a expõem permanentemente estão:
- Museum of Modern Art (MoMA), Nova Iorque
- Art Institute of Chicago
- The Henry Ford Museum, Michigan
- Los Angeles County Museum of Art (LACMA)

Além de seu valor museológico, a poltrona aparece em obras cinematográficas, séries televisivas e publicações de arquitetura, consolidando-se como símbolo da sofisticação e da modernidade estética do século XX.

## Produção licenciada
A poltrona é fabricada oficialmente por duas empresas: a Herman Miller, nos Estados Unidos, e a Vitra, na Europa. Ambas produzem o modelo sob licença do Eames Office, seguindo as especificações originais do casal Eames.

## Dimensões padrão
As proporções da poltrona foram projetadas para maximizar o conforto e a ergonomia:
- Altura: 84 cm
- Largura: 84 cm
- Profundidade: 85 cm
- Altura do assento: 38 cm

### Pufe (ottoman)
- Largura: 66 cm
- Profundidade: 54 cm
- Altura: 42 cm

## Legado
A Poltrona Charles Eames influenciou gerações de designers e arquitetos. Ainda hoje, seu design é considerado atemporal e continua sendo estudado em escolas de design de interiores, design de produto e história da arte.